# استروت
استروت (به هلندی: Stroet) یک منطقهٔ مسکونی در هلند است که در اسخاخن واقع شده‌است. استروت ۳۵۰ نفر جمعیت دارد.